# Темна година
Темна година (англ. The Dark Hour) — американський кримінальна кінокомедія режисера Чарльза Лемонта 1936 року.

## Сюжет
Пара детективів розслідує вбивство літньої мільйонерки, яка була мішенню шантажу і погроз. Немає ніякого браку підозрюваних, багато з них є членами сім'ї жертви.

## У ролях
- Рей Волкер — Джим Лендіс
- Бертон Черчілль — Пол Бернард
- Ірен Вер — Ельза Карсон
- Гобарт Босворт — Чарльз Карсон
- Гедда Гоппер — місіс Талман
- Гарольд Гудвін — Пітер Блейк
- Вільям В. Монг — Генрі Карсон
- Майкл Марк — Артур Белл
- Джон Ст. Поліс — доктор Манро
- Мікі Моріта — Чунг